# Ali (film)
 For alternative betydninger, se Ali (flertydig). (Se også artikler, som begynder med Ali)
Ali er en amerikansk biografisk film fra 2001 instrueret, produceret og skrevet af Michael Mann. Filmen har Will Smith i titelrollen som bokseren Muhammad Ali. Smith blev nomineret til en Oscar for bedste mandlige hovedrolle og Jon Voight blev nomineret til en Oscar for bedste mandlige birolle.

## Medvirkende
- Will Smith - Cassius Clay Jr./Muhammad Ali
- Jamie Foxx - Drew Bundini Brown
- Jon Voight - Howard Cosell
- Mario Van Peebles - Malcolm X
- Ron Silver - Angelo Dundee
- Jeffrey Wright - Howard Bingham
- Mykelti Williamson - Don King
- Jada Pinkett Smith - Sonji Roi
- Nona Gaye - Belinda/Khalilah Ali
- Michael Michele - Veronica Porsche Ali
- Joe Morton - Chauncey Eskridge
- Paul Rodriguez - Dr. Ferdie Pacheco
- Bruce McGill - Bradley
- Barry Shabaka Henley - Herbert Huhammad
- Giancarlo Esposito - Cassius Clay Sr.
- Laurence Mason - Luis Sarria
- LeVar Burton - Martin Luther King Jr.
- Albert Hall - Elijah Muhammad
- David Cubitt - Robert Lipsyte

## Soundtrack
Soundtracket indeholdte blandt andre sange, hittet The World's Greatest - en hyldest til Ali fra sangeren R. Kelly.